# Magnus Johannis Pontin
Magnus Johannis Pontin, född 11 februari 1623 i Kalmar, död 21 augusti 1691 i Linköping, var en svensk biskop i Linköping. 

## Biografi
Magnus Johannis Pontin föddes 1623 i Kalmar. Han var son till borgaren och skräddaren Jöns Månsson från Broagården i Nöbbele socken och Elin Andersdotter. Pontin studerade i Kalmar och Linköping. Han blev 23 augusti 1643 student vid Uppsala universitet och medlem i Smålands nation. Pontin avlade 1651 filosofie kandidatexamen och 19 februari 1652 filosofie magisterexamen. Han blev 6 mars 1652 lektor i latin i Kalmar och prästvigdes 28 augusti 1654. År 1654 blev han även hovpredikant hos drottning Hedvig Eleonora. Pontin blev 1661 utnämnd till kyrkoherde i Eskilstuna församling, men tillträde inte tjänsten utan blev 28 juni 1662 kyrkoherde i Jakob och Johannes församling i Stockholm, samt amiralitetssuperintendent. Han blev 24 december 1681 biskop i Linköpings stift. Pontin avled 1691 av slag och begravdes 24 januari 1692 i Linköpings domkyrka. Över hans grav ligger domkyrkans största gravsten.
Pontin var riksdagsman vid riksdagen 1680, riksdagen 1682 och riksdagen 1686.
Kallade sig Pontin efter faderns födelseort Broagärde (pons = bro). Han var förfader till Magnus Martin af Pontin.

### Familj
Pontin gifte sig första gången 4 september 1653 med Anna Wallerius (1637–1661), dotter till kyrkoherden Lars Wallerius i Högsby församling och Catharina Ungius. De fick tillsammans barnen Karin Pontin (1654–1654), Lars Pontin (1656–1659), Johan Pontin (1657–1668), kyrkoherden Samuel Pontinus (1658–1712) i Vadstena församling, Anna Pontin (1659–1710) som var gift med kyrkoherden Johannes Gresilius i Gärdslösa församling och Daniel Pontin (1661–1661).
Pontin gifte sig andra gången 10 februari 1663 med Helena Strömsköld (1642–1685), dotter av frälsekamreren Olof Strömsköld och Helena Klöfverblad. De fick tillsammans barnen kamreren Gabriel Pontin (född 1663) i Stockholm, Helena Pontin (1665–1665), Carl Pontin (född 1666), Helena Pontin som var gift med lektorn Petrus Broms i Linköping och kyrkoherden Arvid Borænius i Vreta Klosters församling, Margareta Pontin (född 1668) som var gift med biskopen Nicolaus Braun i Kalmar stift, Johannes Pontin (född 1671) Daniel Pontin (1672–1709), Maria Pontin (1673–1673), Gösta Pontin (1674–1674), notarien Magnus Pontin (1675–1716), Maria Pontin (1676–1729) som var gift med häradshövdingen Sven Hallenborg i Skåne, Beata Pontin som var gift med lektorn A. Törner i Linköping, Olaus Pontin (född 1679), Catharina Pontin (född 1680) som var gift med kyrkoherden Georg Svebilius i Ryssby församling och Anders Pontin (1685–1693).